# My Big Fat Greek Wedding 2
My Big Fat Greek Wedding 2 (prt: Viram-se, Novamente, Gregos para Casar ou Viram-se Novamente Gregos para Casar; bra: Casamento Grego 2) é um filme de comédia romântica dos Estados Unidos dirigido por Kirk Jones, com roteiro de Nia Vardalos.
Lançada em 2016, esta sequência de My Big Fat Greek Wedding (2002) foi protagonizada por Nia Vardalos, John Corbett, Lainie Kazan, Michael Constantine, Andrea Martin, Ian Gomez e Elena Kampouris.

## Sinopse
Toula (Nia Vardalos) e Ian (John Corbett) continuam juntos e passam bastante tempo tentando compreender a problemática filha adolescente. Quando o casal descobre que uma união de sua família nunca foi oficializada pela religião, todos os Portokalos se reúnem para mais um grande casamento grego.